# 柳明桓
柳 明桓（ユ・ミョンファン、1946年4月8日 - ）は、韓国の外交官、政治家。外交通商部長官。日本統治時代終了後に生まれた初の駐日韓国大使である。

## 来歴
- 1973年7月 - 外務部入部。
- 1976年2月 - 駐日3等書記官。
- 1979年12月 - 大統領秘書室派遣。
- 1981年7月 - 駐シンガポール1等書記官。
- 1985年5月 - 大統領秘書室派遣。
- 1986年9月 - 北米課長。
- 1988年1月 - 長官補佐官。
  - 10月 - 駐米参事官。
- 1991年12月 - 米州局審議官。
- 1992年8月 - 公報官。
- 1994年1月 - 駐国際連合公使。
- 1995年3月 - 大統領秘書室外交秘書官。
- 1996年3月 - 北米局長。
- 1998年4月 - 駐米公使。
- 2001年8月 - 長官特別補佐官。
  - 12月 - 対テロ及びアフガン問題担当大使。
- 2002年3月 - 駐イスラエル大使。
- 2004年3月 - 駐フィリピン大使。
- 2005年7月 - 外交通商部第2次官。
  - 9月 - 外交通商部第1次官。
- 2007年3月 - 駐日大使。
- 2008年2月 - 外交通商部長官。（2010年9月4日辞任）
- 2015年11月 - 旭日大綬章受章。

## 娘の縁故採用疑惑
2010年7月、柳の娘が外交通商省の契約職員の採用試験に合格し採用されたが、書類審査と面接のみで採用され筆記試験がなかったため、縁故採用の疑惑が持ち上がった。このため同年9月4日に外交通商部長官からの引責辞任を表明し、娘も合格を辞退した。

## 発言

### 1997年のアジア通貨危機
1997年に発生した、アジア通貨危機に端を発する韓国の経済危機の発生について、日本が短期外債の回収を行ったことを契機に各国が次々と韓国から資金を抜いたことが原因としている。

## その他
2019年3月、「より良い未来のための潘基文財団」財団発起人大会に出席する。